# ایوان بورچین
ایوان بورتچین (انگلیسی: Ivan Burtchin؛ زادهٔ ۹ دسامبر ۱۹۵۲) قایقران کایاک و قایقران کانو اهل بلغارستان است.